# Сауловка (Оржицкий район)

Сауловка (укр. Савулівка) — село,
Райозерский сельский совет,
Оржицкий район,
Полтавская область,
Украина.
Код КОАТУУ — 5323684605. Население по данным 1987 года составляло 40 человек.
Село ликвидировано в 2008 году.

## Географическое положение
Село Сауловка находится на берегах реки Иржавец,
выше по течению на расстоянии в 2 км расположено село Несено-Иржавец,
ниже по течению на расстоянии в 1,5 км расположено село Райозеро.

## История
- 2008 — село ликвидировано[1].
- Село указано на специальной карте Западной части России Шуберта 1826-1840 годов как хутор Мокро- Иржавский[2]